# ГЕС Мачу-Пікчу
ГЕС Мачу-Пікчу — гідроелектростанція в Перу. Знаходячись перед ГЕС Санта-Тереза, становить верхній ступінь каскаду на річці Урубамба, правому витоку Укаялі, яка в свою чергу є правою притокою Амазонки.
В межах проекту річку перекрили водозабірною греблею, яка відводила ресурс до прокладеного у лівобережному гірському масиві дериваційного тунелю довжиною 3,3 км з перетином від 16 м2 до 27 м2. Останній переходив у два напірні водоводи до розташованого неподалік Урубамби підземного машинного залу, при цьому відстань до нього по руслу річки становила приблизно 13 кілометрів. Така схема забезпечувала напір у три з половиною сотні метрів, який використовували п'ять турбін: встановлені у 1955 та 1963 роках дві типу Френсіс потужністю по 20 МВт та введені в експлуатацію у 1985-му три типу Пелтон потужністю по 22,4 МВт.
У лютому 1998-го внаслідок зсуву та повені станція була виведена з ладу. За проектом відновлення спорудили протяжний відвідний тунель довжиною 2 км з діаметром 5 метрів, котрий мав унеможливити повторення аварії. Роботи завершились у 2001-му введенням в експлуатацію трьох турбін типу Пелтон зі збільшеною до 30 МВт одиничною потужністю. Ресурс до них подається через напірний водовід зі спадаючим діаметром від 2,9 до 2,1 метра із чистим напором у 345 метрів.
А у 2009—2013 роках спорудили другу чергу, яка включала ще один дериваційний тунель з такими ж параметрами, напірний водовід діаметром 2,8 метра та одну турбіну типу Френсіс потужністю 98 МВт.
Існують також плани спорудження третьої черги.